# 拉莫奎巴納河
21°33′49″S 28°00′44″E / 21.563556°S 28.012206°E
拉莫奎巴納河（Ramokgwebana）是南部非洲的河流，位於博茨瓦納和津巴布韋接壤的邊境，處於博茨瓦納首都哈博羅內東北面400公里，屬於沙希河的左支流。